# Kromme Distelstraat 17
Kromme Distelstraat 17 is een hoekpand aan de Kromme Distelstraat en de Distelkade in Amsterdam-Noord.
Het gebouw met invloeden van de Amsterdamse Schoolstijl dateert van 1919. Het toenmalige Gemeentelijke Woningdienst Amsterdam liet op deze plek een badhuis bouwen voor de nieuwe bevolking van Disteldorp, eigenlijk een nooddorp voor opvang van de zeer snel groeiende bevolking van Amsterdam. Die woningen werden nog opgeleverd zonder badkamer, mensen konden gebruik maken van het badhuis met haar acht douchecabines.
Het ontwerp kwam daarbij van architect Berend Tobia Boeyinga. Het is voor wat betreft ontwerp een zusje van het badhuis aan Zamenhofstraat 28a. Aangezien de geplande wijk destijds nog grensde aan landerijen, kreeg het badhuis enigszins de vorm van een stolpboerderij.
Het woningbedrijf schatte in dat het gebouw (en ook de wijk) na vijfendertig jaar gesloopt kon worden (vandaar geen "luxe" badkamer), maar de Tweede Wereldoorlog gooide roet in het eten. Bij herhaalde renovaties van de buurt waarbij badkamers werden ingebouwd in de woningen werd steeds overwogen het badhuis dan maar te slopen, maar het overleefde steeds. Het badhuis werd gesloten in 1977, mensen die toen nog geen badkamer hadden moesten uitwijken naar het verderop gelegen badhuis aan de Zamenhofstraat of naar het Eduard Douwes Dekkerhuis (bejaardenflat). Daarna kwamen er sloopplannen, maar die werden keer op keer uitgesteld. Het gebouw bleef uiteindelijk gespaard vanwege het feit dat zowat de gehele omgeving rond het badhuis tot gemeentelijk monument werd verklaard. Door de leegstand werd het huisje wel eens beklad, de buurt kwam toen met het idee om er een buurthuis in te vestigen.   